# Université Paris-Sorbonne
De Université Paris-Sorbonne was een Franse universiteit opgericht op 1 januari 1971. Ze verdween op 1 januari 2018 ten gunste van de Sorbonne Université na de publicatie in de Staatscourant van het decreet tot oprichting van de nieuwe universiteit op 21 april 2017.

## Beroemde afgestudeerden
- Julia Ducournau, Frans filmregisseuse en scenarioschrijfster
- Jean-Luc Marion, Franse filosofen

- Biblioteca Nacional de España: XX145323
- Bibliothèque nationale de France: cb118657482 (data)
- Catàleg d'autoritats de noms i títols de Catalunya: 981058515096606706
- CiNii: DA02608281
- Gemeinsame Normdatei: 26871-9
- International Standard Name Identifier: 0000 0001 2165 487X
- Library of Congress Control Number: n79129798
- Nationale Bibliotheek van Tsjechië: ko2003183518
- Nationale bibliotheek van Australië: 35940553
- Nationale Bibliotheek van Israël: 987007269368405171
- Réseau des bibliothèques de Suisse occidentale: 02-A000192497
- LIBRIS: 356071
- Système universitaire de documentation: 026403633
- Trove: 1155932
- Union List of Artist Names: 500247305
- Virtual International Authority File: 139917206

Albanië: Universiteit van Tirana, Technische Hogeschool van Tirana · 
België: Vrije Universiteit Brussel, Université libre de Bruxelles · 
Bulgarije: Sofia Universiteit St. Kliment Ohridski · 
Cyprus: Universiteit van Cyprus · 
Duitsland: Vrije Universiteit Berlijn, Humboldtuniversiteit · 
Denemarken: Universiteit van Kopenhagen · 
Estland: Technische Universiteit Tallinn, Universiteit van Tallinn · 
Finland: Universiteit van Helsinki · 
Frankrijk: Sorbonne Université, Université Sorbonne-Nouvelle, Universiteit Paris-Dauphine ·
Griekenland: Universiteit van Athene · 
Hongarije: Loránd Eötvös-universiteit · 
Ierland: Nationale Universiteit van Ierland, Dublin · 
Italië: Universiteit Sapienza Rome, Universiteit van Rome Tor Vergata, Roma Tre-universiteit · 
Kroatië: Universiteit van Zagreb · 
Letland: Universiteit van Letland · 
Litouwen: Universiteit van Vilnius · 
Nederland: Universiteit van Amsterdam · 
Noord-Macedonië: Universiteit van Skopje · 
Noorwegen: Universiteit van Oslo · 
Oostenrijk: Universiteit van Wenen · 
Polen: Universiteit van Warschau · 
Portugal: Universiteit van Lissabon · 
Roemenië: Universiteit van Boekarest · 
Rusland: Staatsuniversiteit van Moskou · 
Slowakije: Comenius Universiteit Bratislava · 
Slovenië: Universiteit van Ljubljana · 
Spanje: Autonome Universiteit van Madrid, Complutense-universiteit van Madrid · 
Tsjechië: Karelsuniversiteit Praag · 
Verenigd Koninkrijk: University College London · 
IJsland: Universiteit van IJsland · 
Zweden: Universiteit van Stockholm · 
Zwitserland: Universiteit van Lausanne